# Ziarul Națiunea română
Națiunea română a fost un ziar scos în 1877 la propunerea publicistului francez Frédéric Damé care, stabilit fiind în România, dorea „să cultive entuziasmul popular pe chestiunea independenții”. Damé a fost cel care a dat ziarului numele de Națiunea română. 
Ziarul a apărut „jumătate cu articole de entuziasm și jumătate cu depeși și corespondențe de pe teatrul războiului”. Știrile erau localizate, iar Damé făcea strategie cu stegulețe înfipte pe hartă și mutate din loc în loc. Tirajul ajunsese la 18.000 de exemplare, însă ziarul a fost învinuit la scurt timp de răspândire de știri false, cu scopul de a-și face reclamă și a fost nevoit să-și înceteze activitatea. Ziarul publicase în exclusivitate, într-o ediție specială, știrea luării Plevnei, însă știrea a fost mai apoi dezmințită. Caragiale a scris despre această aventură abia peste 22 de ani în Națiunea română din 1899.
Ziarul Națiunea română a durat doar șapte zile, de la 26 august până la 1 septembrie. Ultimul număr al ziarului se păstrează la Biblioteca Academiei Române.